# شاله، اندر
شاله، اندر (به فرانسوی: Chalais) یک کمون در فرانسه است که در اندر واقع شده‌است. کالایس ۳۹٫۶۵ کیلومتر مربع مساحت و ۱۶۸ نفر جمعیت دارد و ۱۴۴ متر بالاتر از سطح دریا واقع شده‌است.